# László Sternberg
László Sternberg (ur. 28 maja 1905, zm. 4 czerwca 1982) – były węgierski piłkarz występujący na pozycji obrońcy. Uczestnik mistrzostw świata 1934.

## Kariera
László Sternberg był wychowankiem drużyny VAC. Następnie grał także w Ékszerész SC. Kolejne lata spędził we Włoszech, w zespołach Novese i Andrea Doria. Jego kolejnym klubem był Újpest FC. Potem występował w amerykańskich drużynach New York Giants, Brooklyn Hakoah, Hakoah All-Stars i New York Americans. Następnie powrócił do Újpestu, a karierę zakończył w ekipie Red Star Paryż.
László Sternberg miał na koncie 19 występów w reprezentacji Węgier. W 1934 wystąpił był w kadrze Mistrzostwa Świata.
Zmarł w wieku 77 lat.